# Zamarada symmetra
Zamarada symmetra är en fjärilsart som beskrevs av Fletcher 1974. Zamarada symmetra ingår i släktet Zamarada och familjen mätare. Inga underarter finns listade i Catalogue of Life.